# PewDiePie
PewDiePie (/ˈpjuːdipaɪ/), pseudonimo di Felix Arvid Ulf Kjellberg (pron. svedese: [ˈfěːlɪks ˈǎrːvɪd ɵlf ˈɕɛ̂lːbærj] · ; Göteborg, 24 ottobre 1989), è uno youtuber svedese. Il suo canale YouTube, creato nel 2010, è arrivato a un milione di iscritti nel 2012. Il 6 settembre 2015, PewDiePie ha raggiunto 10 miliardi di visualizzazioni, diventando il primo youtuber a raggiungere tale cifra. Nel mese di agosto 2019, il suo canale YouTube ha superato i 100 milioni di iscritti.
Dal 2013 al 2019 è stato lo youtuber con più iscritti al mondo, record poi superato da T-Series.
Oltre alle sue attività online, PewDiePie ha fatto comparse in altri media, tra cui radio e TV.

## Biografia

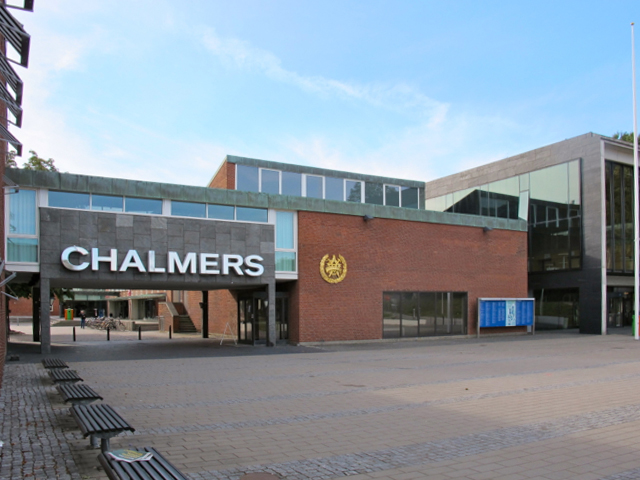
L'entrata della Università di tecnologia Chalmers frequentata da PewDiePie

Felix Kjellberg è nato nel 1989 a Göteborg, in Svezia, dove è stato cresciuto dai suoi genitori Johanna e Ulf Kjellberg insieme alla sorella Fanny.
Sua madre, ex CIO di Kappahl, fu nominata nel 2010 CIO dell'anno in Svezia, mentre suo padre è anch'egli CIO di un'azienda.
Nel 2008, Felix si diplomò alla Göteborgs Högre Samskola e si iscrisse alla Università di tecnologia Chalmers di
Göteborg, che poi lasciò perché ritenuta noiosa.

## Vita privata

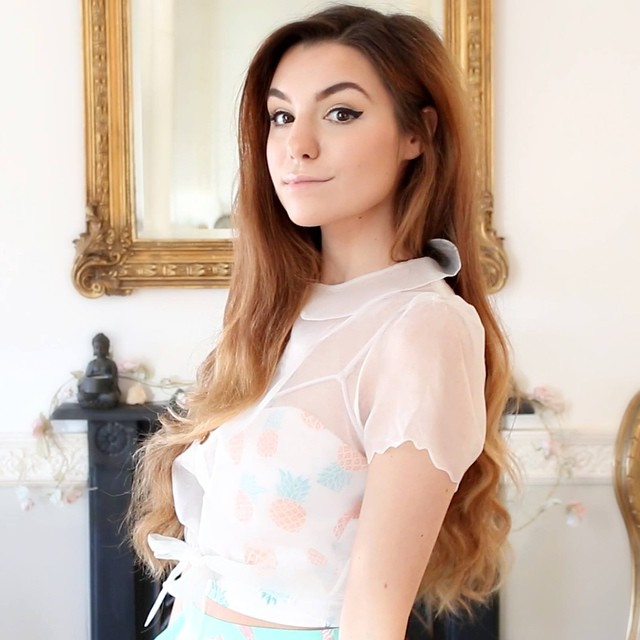
Marzia Bisognin, prima fidanzata e poi moglie di Felix

PewDiePie si è trasferito dalla Svezia in Italia all'età di 21 anni per andare a vivere con la sua fidanzata Marzia Bisognin, anch'essa un'utente di YouTube con l'account CutiePieMarzia.
Dopo un periodo di convivenza sia in Italia sia in Svezia, la coppia si è stabilita in Inghilterra, nella città di Brighton. Nel 2019 PewDiePie ha annunciato di aver acquistato un'abitazione in Giappone. Nel maggio 2022, la coppia si è stabilita definitivamente nel Paese nipponico, lasciando Brighton dopo nove anni.
Il 19 agosto 2019 Felix e Marzia si sono sposati in una cerimonia privata. Il 5 febbraio 2023, attraverso un video su YouTube, PewDiePie ha annunciato di diventare papà.
L'11 luglio 2023 Marzia ha dato alla luce il figlio, di nome Björn, e della nascita ne hanno dato notizia i due coniugi in un post congiunto su Instagram il giorno successivo. 
Si è dichiarato ateo agnostico.

## Carriera su YouTube

### Format del canale
I primi video di PewDiePie rientrano nella categoria dei Let's Play, in quanto si basavano sui suoi commenti e reazioni ai videogiochi a cui giocava. Il loro vero scopo è però condividere momenti videoludici su YouTube con i 'bros', nome con cui chiama gli utenti iscritti al suo canale.
Nei primi anni su YouTube, PewDiePie era noto per dedicarsi in particolar modo a videogiochi horror o d'azione, come Amnesia: The Dark Descent e le sue mod. Successivamente, dal 2 settembre 2011, egli iniziò a pubblicare anche vlog ogni settimana, mentre dal 2014 si dedicò sempre più attivamente a qualsiasi videogioco lo interessasse, a prescindere che fosse di genere horror o meno. Noto per salutare i suoi 'bros' alla fine di ogni video con un "brofist" (cioè portando il pugno verso la telecamera), PewDiePie affermò anche che una delle sue aspirazioni nella vita era creare un videogioco, oltre ad essere un sostenitore di videogiochi indipendenti che ha mostrato più volte nei suoi gameplay.

#### Natura dei contenuti
Per quanto riguarda i suoi video, PewDiePie ha affermato: "Il mio scopo è intrattenere. Faccio del mio meglio nel tempo che ho a disposizione". Noto per il suo peculiare senso dell'umorismo, i suoi video sono stati descritti come sciocchi, energici, odiosi ma anche genuini e senza filtri. Mentre da una parte Sarah Begley del TIME ha dichiarato che le sue clip si contraddistinguono per la sua "narrazione carismatica", dall'altra i suoi commenti sono stati descritti da Chris Reed del The Wall St. Cheat Sheet come "discorsi improvvisati, caratterizzati da battute scherzose, parolacce e sfoghi ad alta voce", a cui si vanno ad aggiungere poi – come ha osservato un altro recensore – divertimento ribaldo, urla di spavento, voci buffe, commenti politicamente scorretti senza fine, che lo stesso Reed ha notato essere però proprio ciò che i fan trovano di più divertente. Al di là di tutte queste caratteristiche, PewDiePie è stato anche lodato per essersi fatto coinvolgere talvolta dai gameplay al punto tale da causare momenti silenziosi ed emozionanti. Inoltre, ha affermato che molte persone lo conoscono perché si spaventa facilmente.

### Storia

#### Primi anni (2010–2012)
In origine PewDiePie registrò un account su YouTube con il nome Pewdie; pew, spiega lo youtuber, è il suono onomatopeico delle pistole laser, mentre die significa "morire". Dopo aver dimenticato la password di questo account, Felix fu costretto a registrare PewDiePie in data 29 aprile 2010. Lasciata l'università, i suoi genitori si rifiutarono di sostenerlo. Dovendo fare affidamento solo su se stesso, PewDiePie fece quindi i suoi primi video mentre lavorava come venditore di hot dog. Cinque anni più tardi, dopo che numerosi media iniziarono a trattare il suo successo, PewDiePie aggiunse "sapevo che c'erano molte persone famose che facevano altri tipi di video, ma nessuno era noto nell'ambito dei videogiochi; ciò che non sapevo invece era che ci si poteva guadagnare qualcosa. Non è mai stata una carriera per cui avrei potuto lasciare il college. Era semplicemente qualcosa che amavo fare". Al dicembre 2011 il canale di PewDiePie contò all'incirca 60.000 iscritti. Quando questi aumentarono a 700.000, PewDiePie partecipò alla Conferenza Nonick 2012 per parlare del suo canale e della sua crescita. L'11 luglio 2012 fu invece la data in cui il canale ottenne il milione di iscritti, numero che raddoppiò nel giro di due mesi. Arrivati a ottobre 2012, OpenSlate, seguendo i criteri delle sue classifiche "SlateScore", classificò il canale come il numero uno tra quelli di YouTube, mentre a dicembre dello stesso anno PewDiePie firmò un contratto con Maker Studios.

#### Utente con più iscritti (2013)
Il 18 febbraio 2013 il canale di PewDiePie raggiunse i cinque milioni di iscritti, e nel mese di aprile Felix fu menzionato sul New York Times per averne sorpassato i sei. A maggio, in occasione degli Starcount Social Stars Awards tenutisi a Singapore, PewDiePie vinse il premio Swedish Social Star. Competendo con Jenna Marbles, Smosh e Toby Turner, lo youtuber ottenne anche il premio "Most Popular Social Show", e introdusse i candidati per il premio Most Popular Game durante la trasmissione in diretta dello spettacolo. A luglio 2013 PewDiePie superò Jenna Marbles con dieci milioni di iscritti, diventando dunque ufficialmente il secondo utente più seguito su YouTube.
Il suo canale sorpassò anche quello del duo Smosh il 15 agosto 2013. Il 1º novembre il canale di PewDiePie fu il primo a raggiungere i 15 milioni di iscritti, ma il giorno dopo fu superato dall'account Spotlight. A dicembre il suo canale risorpassò YouTube Spotlight tornando ad essere quello con più iscritti sul sito.
Tra il 2012 e il 2013, il canale di PewDiePie fu uno di quelli a crescere più velocemente, in termini di iscritti, su YouTube. In particolare, nel 2013 il canale passò dai 3.5 milioni di iscritti a poco meno di 19, guadagnando in media un nuovo iscritto ogni 1.037 secondi. Secondo Billboard, il canale ottenne quindi più iscritti di qualunque altro nel corso dell'anno; inoltre, nella seconda metà del 2013 le sue visualizzazioni salirono di poco meno di 1.3 miliardi.

#### Crescita continua (2014 in poi)

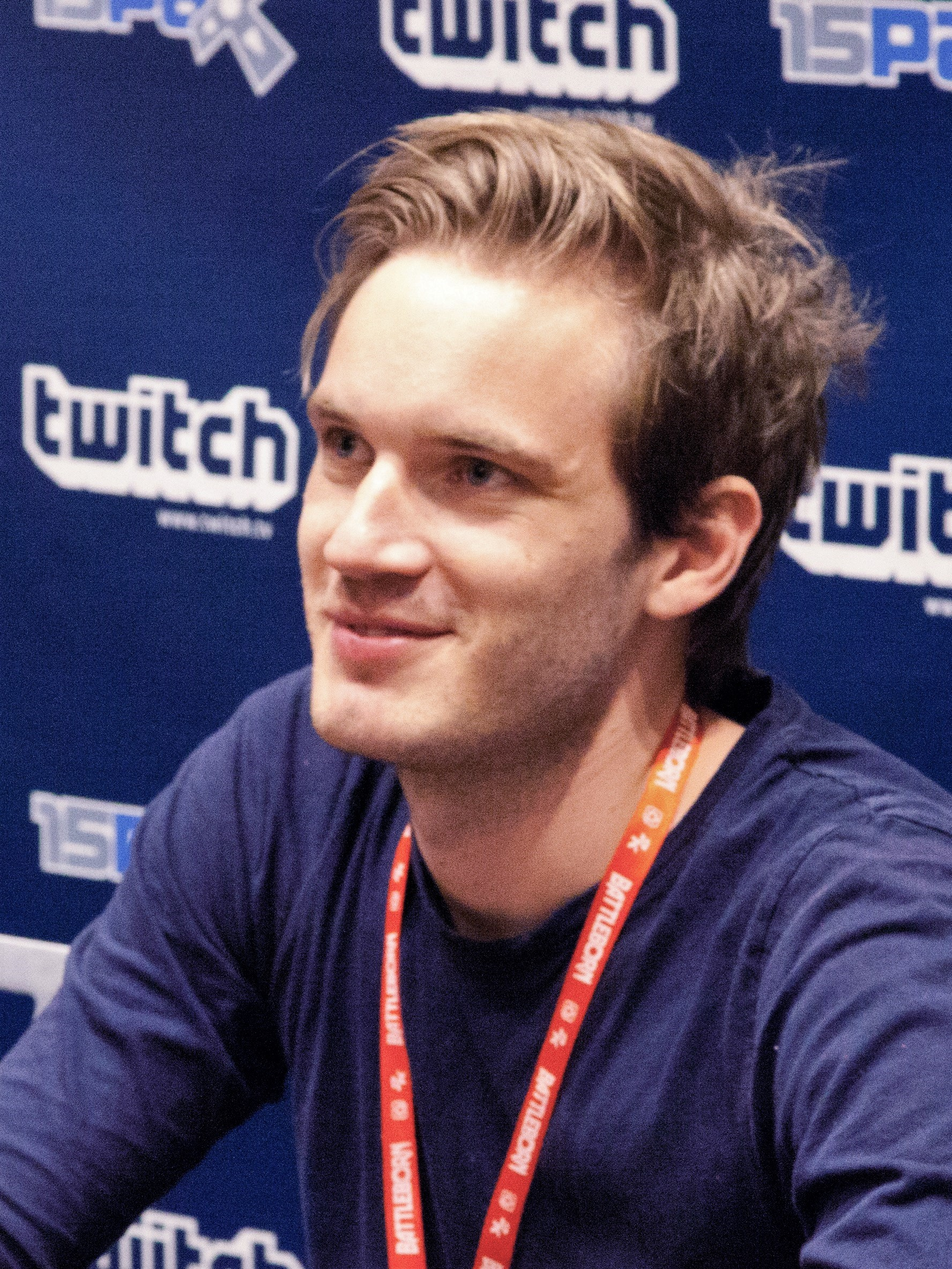
Kjellberg nel 2015

Nel marzo 2014 PewDiePie aggiornò la sua produzione di video, annunciando che da quel momento in poi avrebbe diminuito la frequenza dei suoi caricamenti. Ad agosto, Maker Studios pubblicò un'applicazione ufficiale dello youtuber per iPhone per permettere ai fan di vedere i suoi video su cellulare, creare feed dei video preferiti personalizzati e condividere i video con gli altri. Più tardi nel corso dello stesso mese, PewDiePie caricò un video dove annunciò che avrebbe disabilitato permanentemente i suoi commenti su YouTube. Dopo aver disabilitato i commenti, PewDiePie continuò a interagire con i suoi 'bros' tramite Twitter e Reddit. Successivamente creò il forum broarmy.net, dove egli avrebbe potuto rimanere in contatto con i suoi spettatori in luogo della sezione dei commenti su YouTube.
A settembre, PewDiePie iniziò a trasmettere in streaming su MLG.tv i video della sua serie Broken, assieme a Kenneth Morrison, meglio noto come CinnamonToastKen. Il 13 ottobre, PewDiePie decise di consentire nuovamente i commenti ai suoi video, sebbene stavolta solo previa approvazione. Solo nel giro del 2014, il suo canale accumulò circa 14 milioni di nuovi iscritti e oltre 4.1 miliardi di visualizzazioni; entrambi i dati furono molto più alti di quelli di qualsiasi altro utente.
Durante luglio 2015, i video di PewDiePie furono attestati ottenere oltre 300 milioni di visualizzazioni per mese. Inoltre, il 6 settembre 2015, il suo account fu il primo a superare i 10 miliardi di visualizzazioni sul sito.
Nel settembre 2015 PewDiePie accennò al fatto che avrebbe avuto un ruolo in una serie televisiva e che si sarebbe recato a Los Angeles per le riprese. Nonostante nei giorni seguenti non fosse stato rivelato alcun dettaglio su ciò, a ottobre fu annunciato che la serie si sarebbe intitolata Scare PewDiePie e che sarebbe stata distribuita nel 2016 attraverso il servizio a pagamento di YouTube, YouTube Red. La serie è disponibile su YouTube Red dal 10 febbraio 2016.
Nel 2018 il canale di T-Series guadagna numerosi iscritti e si avvicina a PewDiePie. Lo youtuber, in tutta risposta, pubblica un dissing a T-Series, "bitch lasagna". Al termine di un periodo di rivalità tra i due canali in termini di numero di iscritti, il 28 marzo 2019, dopo essere stato per oltre 5 anni consecutivi lo youtuber con più iscritti al mondo, PewDiePie viene superato dal canale di T-Series, società indiana produttrice di numerosi film di Bollywood, quando entrambi i canali stazionavano intorno ai 91 milioni di followers. Tuttavia, in seguito alla pubblicazione del brano Congratulations, scritto e prodotto in collaborazione con gli youtuber Boyinaband e Roomie, in cui si congratula ironicamente con il colosso indiano, lo youtuber svedese è tornato al primo posto nella classifica. È stato superato nuovamente dal canale indiano il 14 aprile 2019.
Il 25 agosto dello stesso anno, pochi giorni dopo il suo matrimonio, ha superato la soglia dei 100 milioni di iscritti, diventando il terzo canale YouTube -dopo T-Series e YouTube Music- e il primo canale gestito da un solo individuo a raggiungere questo traguardo.

## Immagine e impatto
Forbes ha descritto il videogiocatore come "una figura controversa sia per quanto riguarda l'ambito dei videogiochi sia per quanto riguarda le comunità di Internet in generale, con le solite, sprezzanti reazioni al suo lavoro consistente in 'urla mentre gioca ai videogiochi', sebbene in qualche modo riesca ad attirare milioni di iscritti che gli fruttano milioni di dollari". Forbes ha anche aggiunto che PewDiePie "non sarebbe arrivato lì dov'è, se non fosse veramente bravo in ciò che fa".
PewDiePie si riferisce spesso ai suoi fan con l'espressione "Bro Army", una comunità ideata da lui formata dai singoli 'bro'. Ai Social Star Awards, egli salutò i suoi fan personalmente, nonostante il servizio di sicurezza gli avesse sconsigliato di farlo.
All'inizio della sua carriera su YouTube, Felix era solito fare battute sugli stupri, le fortissime critiche lo hanno indotto a smettere, il The Globe and Mail scrisse: "a differenza di molti altri giovani videogiocatori, [PewDiePie] ha ascoltato ciò che i fan e la critica hanno sottolineato della loro natura nociva, e così ha preso la decisione di non fare più battute [di questo tipo]".
Rob Walker di Yahoo! parlò invece della sua "folle popolarità" raggiunta. Così come altri giornalisti e alcuni videogiocatori del caso, anche Walker mise in dubbio la popolarità dello youtuber. Il recensore prese nota dell'interazione di PewDiePie con i suoi spettatori, scrivendo: "Sebbene possa essere chiassoso e grezzo, si dimostra sempre genuino. Si riferisce costantemente al suo pubblico come a un gruppo di amici alla sua pari piuttosto che a fan distanti e di minore importanza. In lui, c'è sicuramente di più che una semplice volontà di mettersi in ridicolo riprendendosi". Nel 2015 The Verge scrisse: "Amalo od odialo, il suo successo - come quello di molte altre celebrità di YouTube - non deriva solo dai videogiochi, ma anche dalla sua connessione e dal suo legame diretto con il pubblico. Niente agenti, comunicati stampa o qualsiasi altro intermediario. Ha semplicemente segnato un record". Quando sorse la questione se sentisse di avere qualche responsabilità o meno nei confronti dei suoi spettatori, PewDiePie affermò in un certo senso di sì, in quanto "molte persone mi vedono come un amico con cui si possono rilassare per una quindicina di minuti al giorno", poi aggiungendo: "La solitudine davanti al monitor di un computer ci unisce. Ma non ho mai pensato a un modello di comportamento da seguire; volevo solo invitare gli altri a casa mia". In correlazione a ciò, fu riportato che i suoi spettatori in generale lasciavano commenti positivi su di lui, alcuni dei quali lo ringraziavano per essersi sentiti meglio e più felici grazie ai suoi video. Al contrario, durante un sondaggio informale su Twitter condotto da un reporter di Kotaku, coloro che parteciparono lo definirono "noioso", oltre che ad essere un'"enorme perdita di tempo". Anche altri media lo descrissero talvolta come un "fenomeno inspiegabile", e in particolare Andrew Wallenstein di Variety, dopo il suo avvento a youtuber con più iscritti sul sito, lo criticò pesantemente, descrivendo i suoi video come "stupidità aggressiva", nonché "chiacchiere da psicopatico".
Secondo un sondaggio di Variety del 2014, PewDiePie, insieme ad altri pochi youtuber, per gli adolescenti statunitensi tra i 13 e i 18 anni sarebbe più influente e popolare di celebrità tradizionali come Jennifer Lawrence. Il suo canale attira fortemente gli spettatori più giovani, che un gruppo di Google ha denominato 'Generazione C' per la loro abitudine di "creare, curare, connettersi e comunicare". Paul Tassi di Forbes scrisse: "PewDiePie combina carisma, energia e casualità di ogni genere per creare un personaggio ridicolo, i cui video non hanno alcun senso per gli estranei, ma sono come erba gatta per i suoi fan più giovani". Chris Reed di The Wall St. Cheat Sheet, riferendosi invece alle opinioni contrastanti sullo youtuber, dichiarò: "I vari pareri su PewDiePie sembrano essere di natura largamente generazionale. Le persone più anziane è meno probabile che si iscrivano a canali di YouTube e che diano peso a personalità del sito in generale. D'altra parte, molti giovani spettatori considerano PewDiePie estremamente divertente e relazionabile".
Sebbene Daily Mail descrisse PewDiePie come "una delle figure più popolari e influenti della generazione di YouTube", il videogiocatore rivelò la sua avversione per il termine "famoso", dichiarando di condurre un tipo di "vita timida ed appartata". Grazie alla sua ascesa, comunque, Felix fu definito "un esempio rilevante di come la società emergente offra ampie opportunità, rispetto alle precedenti, agli individui con grandi idee, coraggio e, ovviamente, una buona fetta di fortuna". Inoltre altri articoli segnalarono che il 95% dei videogiocatori guardano anche video online di gaming, fornendo così un'ulteriore spiegazione riguardo al suo aumento di popolarità sul web. Rafforzando il suo impatto sulla cultura online, nel 2015 il Time incluse PewDiePie nella sua lista delle 30 persone più influenti su Internet. Qualche mese più tardi, lo youtuber apparve anche sulla copertina del numero "Famechangers" di Variety, in cui la rivista lo classificò al primo posto tra "coloro la cui influenza sta una spanna sopra il resto".

### Influenze sui videogiochi
I video di PewDiePie hanno avuto un effetto positivo sulle vendite dei videogiochi indipendenti.
Lui e alcuni personaggi di Amnesia: The Dark Descent furono mostrati in un livello di McPixel progettato in suo onore. Inoltre nello scenario Alien Surgery di Surgeon Simulator 2013 è presente un organo chiamato "Pewdsball". PewDiePie permise anche di utilizzare il suo aspetto nel simulatore di docce GOTY IDST, mentre nel videogioco indie Party Hard egli fu incluso come personaggio non giocante.

### Relazioni tra reddito e beneficenza
La popolarità di PewDiePie gli permise di organizzare campagne di raccolta fondi. Nel febbraio 2012 il videogiocatore gareggiò nella competizione online King of the Web: non ottenne il titolo assoluto, ma vinse il premio "Gaming King of the Web". Alla votazione successiva, PewDiePie vinse con successo il titolo donando la vincita in contanti al WWF, e poco dopo egli raccolse anche fondi per il St. Jude Children's Research Hospital.
Per celebrare il raggiungimento dei suoi 10 milioni di iscritti, PewDiePie diede vita a un movimento di beneficenza "Water Campaign", dove i suoi fan poterono donare denaro direttamente a Charity: Water. Egli stesso contribuì all'iniziativa donando un dollaro ogni 500 visualizzazioni ottenute sul video di annuncio della campagna, fino ad arrivare a un massimo di 10.000 dollari. Inizialmente il suo obiettivo furono i 250.000 dollari, tuttavia alla fine del movimento, l'importo fu di 446.462 dollari. A giugno 2014 PewDiePie annunciò un'altra campagna per "Save the Children", in occasione della quale i partecipanti accumularono oltre 630.000 dollari, sorpassando nuovamente i 250.000 previsti. Alcuni suoi video furono anche acquistati da produttori di videogiochi ed inserzionisti, i quali pagarono cifre fino a un massimo di 50.000 dollari.
Sempre a giugno 2014, The Wall Street Journal riportò che PewDiePie aveva guadagnato 4 milioni di dollari nel 2013. Il videogiocatore su Reddit confermò che la notizia era più o meno vera, ma riguardo ai suoi guadagni poi aggiunse di essere stanco di parlare di quanti soldi facesse. L'anno successivo, la rivista svedese Expressen rivelò che nel 2014 la compagnia di produzione del videogiocatore, PewDie Productions AB, aveva guadagnato all'incirca 63.7 milioni di corone. Dopo che un grande numero di media diffusero la notizia, Felix pubblicò un video in cui espresse la sua frustrazione al riguardo.
The Guardian spiegò che la ragione per cui i media erano tanto attratti dai guadagni di PewDiePie era che l'argomento costituiva "una rara chance per scoprire quanti soldi possono essere fatti al top della fama su YouTube", aggiungendo inoltre che "è molto difficile per gli utenti del sito parlare dei loro guadagni pubblicamente, anche perché YouTube stesso non li incoraggia a farlo". Sebbene i media concordassero sul fatto che il reddito di PewDiePie fosse considerevole e a tratti addirittura "straordinario", Forbes scrisse: "7 milioni di dollari possono sembrare una cifra astronomica per un ragazzo di 25 anni che vuole solo farsi degli amici e giocare ai videogiochi, ma è anche una cifra decisamente inconsistente per le dimensioni del suo pubblico e influenza". A dicembre 2016 la rivista confermò PewDiePie come lo youtuber dalle entrate più alte grazie a un reddito annuo di 15 milioni di dollari.
A dicembre 2016 PewDiePie organizzò un evento livestream di due giorni insieme ad altri youtubers a lui affiliati per aiutare Product Red a ottenere denaro per combattere la diffusione dell'AIDS in Africa. Dopo il primo giorno, la raccolta fondi accumulò oltre 200 000 dollari, e a fine evento la cifra superò 1.3 milioni con l'aiuto della Fondazione Bill & Melinda Gates.

### Campagne di marketing
Da aprile ad agosto 2014, Felix, insieme alla fidanzata avviò una campagna di marketing per il film Necropolis - La città dei morti, prodotto dalla Legendary Pictures. I suoi video a questo proposito furono inclusi in una miniserie incentrata su di lui che affrontava la "Catacombs Challenge": la sfida ruotava attorno a Felix che doveva cercare tre chiavi nelle catacombe di Parigi per aprire una cassetta contenente "la pietra filosofale". L'accordo pubblicitario fu mediato dalla Maker Studios, l'azienda che rappresentava sia PewDiePie sia Bisognin, e complessivamente i video in questione dei due youtuber raccolsero quasi 20 milioni di visualizzazioni. Nel gennaio 2015 PewDiePie collaborò con la Mountain Dew per lanciare una competizione di fanfiction, le cui opere vincitrici sarebbero state animate in formato video e poi caricate sul suo canale. Nonostante queste collaborazioni, PewDiePie affermò di voler condurre davvero poche promozioni e di voler lavorare con ben pochi marchi.

### Rapporti con reti e programmi di YouTube
Il canale di PewDiePie faceva parte di Polaris, una rete videoludica gestita dalla Maker Studios, che è a sua volta una rete multi-canale che aiuta la crescita dei suoi affiliati. Nonostante ciò, PewDiePie non accettò l'aiuto di un editore per la produzione dei suoi video, rimanendo coerente con il suo filone di pensiero: "Voglio che YouTube rimanga YouTube". PewDiePie espresse anche il suo disdegno per Machinima, una rete rivale di YouTube con cui aveva firmato un contratto prima di Maker Studios. Sentendosi frustrato per il trattamento ricevuto dalla rete, lo youtuber assunse un avvocato per liberarsi del suo contratto.

### Comparse in altri media
Oltre al suo canale su YouTube, PewDiePie apparve anche nei video e serie di altre utenze del sito. Ad aprile 2013 il videogiocatore fece una comparsa in un episodio di Epic Rap Battles of History, dove interpretò Michail Baryšnikov. Nel luglio 2013, invece, fece da giudice, insieme al duo Smosh e a Jenna Marbles, alla seconda stagione di Internet Icon. Ancora nel 2013, PewDiePie partecipò alla serie annuale YouTube Rewind del sito, venendo poi richiamato anche per l'edizione successiva.
Nel 2014 ha condotto un episodio nel programma radiofonico Sommar i P1 su Sveriges Radio. Per via della popolarità internazionale, l'episodio fu registrato sia in svedese sia in inglese.
A dicembre 2014 PewDiePie fu la guest star dei due episodi che conclusero la diciottesima stagione televisiva di South Park, una delle sue serie preferite. Il primo, intitolato "#REHASH", fu trasmesso il 3 dicembre, mentre il secondo, dal titolo "#HappyHolograms", andò in onda il giorno 10. Nei due episodi egli fece la parodia sia di se stesso sia di altri commentatori di Let's Play, commentando video di gameplay di Call of Duty volutamente con troppa enfasi. Nonostante le comparse brevi comunque, lo youtuber fu al centro della scena, oltre ad apparire di persona - cosa ben rara per la serie - negli episodi per imitare le riprese della sua telecamera in un angolo dello schermo proprio come nei suoi video su YouTube.
Nell'ottobre 2015 PewDiePie è stato intervistato da Stephen Colbert durante una puntata del The Late Show with Stephen Colbert, mentre nel febbraio 2016 è stato ospite al talk show Conan di Conan O'Brien.

## Libro e videogiochi
Nel dicembre 2014, PewDiePie ha annunciato che la casa di produzione videoludica canadese Outerminds stava sviluppando un videogioco con lui stesso come protagonista. Il videogioco è stato poi distribuito con il titolo PewDiePie: The Legend of the Brofist su iOS e Android il 24 settembre 2015, incassando solo il giorno del suo lancio negli Stati Uniti d'America 100.000 dollari.
Il 20 ottobre 2015 la casa editrice britannica Penguin Group ha distribuito nelle librerie di oltre 15 paesi il libro di PewDiePie This Book Loves You. Il libro è formato da una serie di aforismi, battute e perle di saggezza accompagnate da alcuni disegni prodotti dall'autore stesso.
Il 29 settembre 2016 è stato pubblicato un videogioco per iOS e Android, sempre sviluppato da Outerminds, dal titolo PewDiePie's Tuber Simulator. Il giocatore impersona uno youtuber alle prime armi che seguendo i consigli di PewDiePie deve far crescere le sue competenze su YouTube e diventare il nuovo numero uno sul sito. Il gioco ha ottenuto il primo posto nell'App Store a pochi giorni dalla pubblicazione, e allo stesso momento i suoi server sono andati in crash per via dell'inaspettata popolarità.
Il 15 ottobre 2019 invece uscì un altro videogioco di Outerminds, chiamato Pewdiepie's Pixelings, dove il giocatore, insieme a PewDiePie e i suoi amici, si avventurano nelle diverse città, come Brotown e Flatopia. Il gioco è disponibile su iOS e Android.
Il suo ultimo gioco, Poopdie, è stato sviluppato da Bulbware ed è uscito il 12 dicembre 2019.

## Premi e riconoscimenti
- Starcount Social Star Awards
  - 2013, categoria Most Popular Social Show (vinto)[45][46]
  - 2013, categoria Sweden Social Star Award (vinto)[44]
- Shorty Awards
  - 2013, categoria #Gaming (vinto)[142]
  - 2016, categoria YouTuber of the Year (nominato)[143]
- Teen Choice Awards
  - 2014, categoria Web Star: Gaming (vinto)[144]
  - 2015, categoria Choice Web Star: Male (nominato)[145]
  - 2019, categoria Choice Gamer (vinto)[146]
- Streamy Awards
  - 2014, categoria Best Gaming Channel, Show, or Series (nominato)[147]
  - 2015, categoria Best First-Person Channel, Show, or Series (nominato)[148]
  - 2015, categoria Best Gaming Channel, Show, or Series (vinto)[148]